# Sallie Ann Jarrett
Sallie Ann Jarrett známá pouze jako Sallie (1861 – 6. února 1865) byla fenka anglického bulteriéra, známá především jako maskot 11. pensylváského dobrovolnického pěšího pluku působícího v letech 1861 až 1865 ve válce Severu proti Jihu.

## Život
Sallie se narodila na začátku války v roce 1861, přesné datum není známé. Byli jí asi čtyři týdny, když ji do tábora přinesl neznámý civilista z blízké obce West Chester. Žíhaného štěněte plemene anglický bulteriér se ujal nadporučík William R. Terry a domovem Sallie se tak stal vojenský stan. Celý její život byl životu v táboře podřízený, s ostatními vojáky cvičila, jedla i spala.
První bitva, které se Sallie účastnila, se odehrála v roce 1862 u hory Cedar. Pak následovaly další bitvy; u Antietam, Fredericksburgu a Chancellorsville. Ve všech bitvách se většinou nacházela v první linii, jejím úkolem bylo nejen odstrašení soupeřů, ale byla cvičena i pro jejich zabíjení. Na jaře roku 1863 se pensylvánský pěší pluk účastnil vojenské přehlídky, feny hrdě pochodující vedle vojáků si všiml i prezident Abraham Lincoln, podle vyprávění před ní dokonce smekl cylindr.
Na začátku července 1863 se odehrála bitva u Gettysburgu. Již během prvního dne utrpěl 11. pluk velké ztráty a byl nucen ustoupit. V nastalém zmatku se Sallie ztratila, tři vojáci ji několik hodin hledali a když už se zdálo, že ji nenajdou, sama se objevila. Byla také zasláblá a to i přesto, že bylo pryč jen několik hodin. Pravděpodobně zůstávala u jejích přátel z řad vojáků, kteří zemřeli.
V květnu roku 1864 byla Sallie zraněna v bitvě u Wilderness. Jednalo se o tržné zranění krku, pravděpodobnost přežití byla jen malá. Sallie se nakonec uzdravila a pokračovala stále v čele pluku. O necelý rok později, 6. února 1865, ale přišla její poslední bitva. Byla to bitva u Hatcherʼs Run a Sallie se nacházela v té největší vřavě, v první linii. Jedna z vystřelených kulek si našla svůj cíl a to hlavu Sallie. Fenka zemřela okamžitě a přestože pluk byl stále pod palbou, několik vojáků se ji vydalo ihned pohřbít. Zpočátku se zdálo, že Sallie zemřela bez potomků, malým překvapením pro nadporučíka Terryho ale bylo nalezení několika štěňat v dutině stromu. Podle vzhledu se dalo soudit, že jejich matkou byla právě Sallie, avšak vojáci ani Terry netušili, že je fena vůbec březí. Nalezená štěňata byla rozdána místním.

## Památka
Sallie Ann Jarrett zemřela několik měsíců před koncem války. V roce 1899 byl přesně na místně Salliina pohřbení odhalen pomník padlým členům nejen 11. pluku. Na jeho podstavci leží žulová socha Sallie.